# 笠岡市立白石中学校
笠岡市立白石中学校（かさおかしりつ しらいしちゅうがっこう）は、岡山県笠岡市白石島にある公立中学校。

## 概要
笠岡諸島のひとつである白石島にある唯一の中学校である。

## 沿革
- 1947年（昭和22年） - 小田郡白石島村立白石中学校として開校。
- 1955年（昭和30年） - 笠岡市立白石中学校と改称。
- 2022年（令和4年） - 休校となる